# Villasis
Villasis est une municipalité de la province de Pangasinan, aux Philippines.